# Norman George
Pour les articles homonymes, voir George.
Norman George est un homme politique des îles Cook né le 2 juillet 1946 sur l'île d'Atiu.

## Vie professionnelle
Il intègre la police des îles Cook en 1966 en tant qu'inspecteur adjoint. En 1968, il rejoint le Service d'Investigation Criminelle (CIB) de la police néo-zélandaise en tant que détective et à partir de 1972 avec le grade de sergent. Il est nommé Consul des îles Cook à Auckland en 1979, poste qu'il conserve jusqu'en 1982, date à laquelle il rentre aux îles Cook, exerçant la profession d'avocat.

## Carrière politique
Il se lance en politique à son retour aux îles Cook en 1982. Il est élu la première fois aux élections de mars 1983 dans la circonscription de Tengatangi-Areora-Ngatiarua (Atiu). Membre du Democratic Party, il participe aux gouvernements de Tom Davis et Pupuke Robati, étant titulaire de divers portefeuilles ministériels. En 1993 après avoir échoué par deux fois à prendre la tête du parti à Terepai Maoate, il fonde son propre parti, le New Alliance Party (NAP) avec lequel il réussit à se faire élire dès les élections de mars 1994. C'est également sous cette étiquette qu'il se fait réélire aux élections de 1994 et 1999, participant aux divers gouvernements de Geoffrey Henry, Joe Williams, Terepai Maoate et Robert Woonton. Il perd finalement son siège aux élections de 2004. 
Norman George est toutefois à nouveau élu en juillet 2006 lors d'élections partielles en tant qu'indépendant mais cette fois-ci dans l'autre circonscription de l'île d'Atiu, Teenui-Mapumai. Il succède à Upokomaki Simpson qui avait démissionné de son siège pour des raisons de santé. À la suite de la crise constitutionnelle de juillet août 2006, il rejoint le Cook Islands Party avec lequel il se fait réélire lors élections anticipées de septembre 2006.